# Есть только миг
«Есть то́лько миг» — песня композитора Александра Зацепина на слова Леонида Дербенёва, написанная для советского фильма «Земля Санникова» (1973).

## История создания
Первоначально на главную роль в фильме «Земля Санникова» планировали Владимира Высоцкого. Актёр собирался написать для фильма шесть песен и сам их исполнить. Тем не менее, для одной композиции он попросил написать музыку Александра Зацепина. Композитор отказался. Через некоторое время кандидатуру Высоцкого отклонили, и на главную роль пригласили Олега Даля. Зацепину снова предложили написать музыку, на этот раз для двух песен.
У Александра Сергеевича уже была готовая песня «Есть только миг», которую он вместе с Леонидом Дербенёвым написал для оперетты «Золотые ключи» из колхозной жизни. Композитор сразу понял, что она как нельзя лучше подходит как основная тема к фильму Мкртчяна и Попова. Леонид Дербенев переписал слова. На запись Олег Даль пришёл в нетрезвом виде, однако песню спел, хотя не совсем попадал в такт. При сдаче картины комиссии «Мосфильма» директор студии Сизов заметил, что актёр поёт нетрезвым, и потребовал записать песню заново или убрать её вовсе.
Сделать это было достаточно нелегко, так как новому исполнителю нужно было попасть в артикуляцию Олега Даля на экране в уже отснятых сценах. Сам Олег Даль в тот момент вновь ушёл в запой (по поводу творческих разногласий с режиссёрами фильма) и работать не мог. Александр Зацепин попробовал исполнить песню вместе с В. Золотухиным, но Валерию не удавалось попасть точно в движение губ. Тогда Зацепин привлёк к работе Олега Анофриева. Первым делом Анофриев связался с Далем и спросил его разрешения на переозвучание. Запись провели в квартире Анофриева, и ему удалось достаточно точно попасть в артикуляцию, а там, где это было невозможно, видеоряд немного изменили. Картина вышла на экраны в 1973 году, и песня получила большую известность. Вариант аудиозаписи с голосом Олега Даля также сохранился.
В 1980-е годы (из-за отъезда А. Зацепина во Францию) песня критиковалась. В частности, газета «Труд» 3 июня 1983 года опубликовала статью «Есть только миг?», где говорилось, что песня эта, в сущности, — «о слабых людях, которые ноют, что жизнь быстротечна, и заботятся лишь о собственной судьбе». Утверждалось, что это «откровенная пошлость, облечённая, к сожалению, в красивую мелодию и потому легко запоминающаяся», тревожащая юные души ложной романтикой, мещанскими представлениями о счастье.

## Параллели
Буддолог Е. А. Торчинов видел параллель между буддийским учением о мгновенности бытия кшаникавадой и строчками песни «Призрачно всё в этом мире бушующем, есть только миг, за него и держись. Есть только миг между прошлым и будущим, и именно он называется жизнь».

## Исполнители
Наиболее известные исполнители песни: Олег Анофриев, Олег Даль, Николай Расторгуев, Михаил Боярский, Лев Лещенко, Игорь Наджиев и Михаил Гулько. Песня прозвучала в телесериале «Перевал Дятлова» (2020) в исполнении Maruv и Дани Милохина.

## Рейтинги
В результате проведённого в 2015 году журналом «Русский репортёр» социологического исследования текст песни занял 14-е место в сотне самых популярных в России стихотворных строк, включающем, в числе прочего, русскую и мировую классику.